# Sombernon
Sombernon és un municipi francès, situat al departament de la Costa d'Or i a la regió de Borgonya - Franc Comtat. L'any 2007 tenia 937 habitants.

## Demografia

### Població
El 2007 la població de fet de Sombernon era de 937 persones. Hi havia 344 famílies, de les quals 88 eren unipersonals (36 homes vivint sols i 52 dones vivint soles), 92 parelles sense fills, 144 parelles amb fills i 20 famílies monoparentals amb fills.
La població ha evolucionat segons el següent gràfic:
Habitants censats

### Habitatges
El 2007 hi havia 401 habitatges, 346 eren l'habitatge principal de la família, 24 eren segones residències i 31 estaven desocupats. 343 eren cases i 56 eren apartaments. Dels 346 habitatges principals, 223 estaven ocupats pels seus propietaris, 106 estaven llogats i ocupats pels llogaters i 17 estaven cedits a títol gratuït; 6 tenien una cambra, 32 en tenien dues, 45 en tenien tres, 86 en tenien quatre i 177 en tenien cinc o més. 253 habitatges disposaven pel capbaix d'una plaça de pàrquing. A 144 habitatges hi havia un automòbil i a 165 n'hi havia dos o més.

### Piràmide de població
La piràmide de població per edats i sexe el 2009 era:
| Homes | Edats   | Dones |
| ----- | ------- | ----- |
| 0     | 95 o +  | 8     |
| 0     | 90 a 94 | 8     |
| 8     | 85 a 89 | 16    |
| 8     | 80 a 84 | 8     |
| 12    | 75 a 79 | 12    |
| 16    | 70 a 74 | 28    |
| 20    | 65 a 69 | 20    |
| 8     | 60 a 64 | 12    |
| 24    | 55 a 59 | 8     |
| 44    | 50 a 54 | 36    |
| 24    | 45 a 49 | 28    |
| 24    | 40 a 44 | 28    |
| 24    | 35 a 39 | 40    |
| 16    | 30 a 34 | 16    |
| 20    | 25 a 29 | 28    |
| 16    | 20 a 24 | 8     |
| 32    | 15 a 19 | 28    |
| 28    | 10 a 14 | 20    |
| 28    | 5 a 9   | 20    |
| 12    | 0 a 4   | 36    |

## Economia
El 2007 la població en edat de treballar era de 592 persones, 467 eren actives i 125 eren inactives. De les 467 persones actives 437 estaven ocupades (234 homes i 203 dones) i 30 estaven aturades (12 homes i 18 dones). De les 125 persones inactives 49 estaven jubilades, 46 estaven estudiant i 30 estaven classificades com a «altres inactius».

### Ingressos
El 2009 a Sombernon hi havia 394 unitats fiscals que integraven 946,5 persones, la mediana anual d'ingressos fiscals per persona era de 18.153 €.

### Activitats econòmiques
Dels 96 establiments que hi havia el 2007, 6 eren d'empreses extractives, 2 d'empreses alimentàries, 3 d'empreses de fabricació de material elèctric, 6 d'empreses de fabricació d'altres productes industrials, 11 d'empreses de construcció, 20 d'empreses de comerç i reparació d'automòbils, 4 d'empreses de transport, 3 d'empreses d'hostatgeria i restauració, 9 d'empreses financeres, 4 d'empreses immobiliàries, 9 d'empreses de serveis, 13 d'entitats de l'administració pública i 6 d'empreses classificades com a «altres activitats de serveis».
Dels 30 establiments de servei als particulars que hi havia el 2009, 1 era una oficina d'administració d'Hisenda pública, 1 gendarmeria, 1 oficina de correu, 3 oficines bancàries, 6 tallers de reparació d'automòbils i de material agrícola, 1 autoescola, 2 paletes, 2 fusteries, 3 lampisteries, 1 electricista, 3 perruqueries, 2 veterinaris, 2 restaurants i 2 agències immobiliàries.
Dels 9 establiments comercials que hi havia el 2009, 1 era un hipermercat, 1 una botiga de més de 120 m², 2 fleques, 1 una peixateria, 1 una llibreria, 1 una botiga d'equipament de la llar i 2 floristeries.
L'any 2000 a Sombernon hi havia 5 explotacions agrícoles que ocupaven un total de 525 hectàrees.

## Equipaments sanitaris i escolars
El 2009 hi havia 1 farmàcia i 1 ambulància.
El 2009 hi havia 1 escola maternal i 1 escola elemental. Sombernon disposava d'un col·legi d'educació secundària amb 385 alumnes.

## Poblacions més properes
El següent diagrama mostra les poblacions més properes.